# Liste der Stolpersteine in Güstrow
Die Liste der Stolpersteine in Güstrow enthält alle Stolpersteine, die im Rahmen des gleichnamigen Projekts von Gunter Demnig in Güstrow verlegt wurden. Mit ihnen soll Opfern des Nationalsozialismus gedacht werden, die in Güstrow lebten und wirkten. Insgesamt wurden bisher 19 Stolpersteine an fünf Adressen verlegt. (Stand 2018)
Die Schüler der Freien Schule Güstrow übernehmen seit dem Jahr 2012 die Patenschaft für die Stolpersteine und putzen sie zweimal im Jahr, im Frühjahr und im November. Bereits mehrfach kam es zu Vorfällen, in denen die Stolpersteine beschmutzt oder gestohlen wurden. Nach dem Diebstahl von vier Stolpersteinen im Dezember 2020 wurden diese ersetzt und um fünf weitere für Familie Wolf und Becker ergänzt.

## Verlegte Stolpersteine
| Bild                                                      | Person, Inschrift | Adresse          | Verlegedatum  | Anmerkung |
| --------------------------------------------------------- | --- | ---------------- | ------------- | --- |
| Stolperstein Güstrow Baustraße 34 Grossmann Benjamin      | Hier wohnte Benjamin Grossmann Jg. 1893 tot 1936                                                                                   | Baustraße 34     | 27. Juli 2009 | Benjamin Grossmann starb 1936 und wurde auf dem jüdischen Friedhof in Güstrow beerdigt. |
| Stolperstein Güstrow Baustraße 34 Grossmann Jakob         | Hier wohnte Jakob Grossmann Jg. 1920 Kindertransport 1939 England überlebt                                                         | Baustraße 34     | 27. Juli 2009 | Jakob Grossmann wurde in Güstrow geboren und überlebte den Holocaust durch einen Kindertransport nach England. Er starb 1986 in Israel. |
| Stolperstein Güstrow Baustraße 34 Grossmann Bernhard      | Hier wohnte Bernhard Grossmann Jg. 1922 Kindertransport 1939 England überlebt                                                      | Baustraße 34     | 27. Juli 2009 | Bernhard Grossmann wurde in Güstrow geboren und überlebte den Holocaust durch einen Kindertransport nach England. Er starb 1988 in Israel. |
| Stolperstein Güstrow Baustraße 34 Grossmann Adolf-Abraham | Hier wohnte Adolf-Abraham ’Ali’ Grossmann Jg. 1925 Kindertransport 1939 England überlebt                                           | Baustraße 34     | 27. Juli 2009 | Ali Grossmann wurde am 21. März 1925 in Güstrow geboren und überlebte den Holocaust durch einen Kindertransport nach England. Er lebt in der Nähe von Jerusalem. (Stand 2015) Bei der Stolpersteinverlegung im Jahr 2009 war er persönlich anwesend und verlas die Grußworte. Er starb im Dezember 2020 im Alter von 95 Jahren. |
| Stolperstein Güstrow Baustraße 34 Grossmann Cilly         | Hier wohnte Cilly Grossmann Jg. 1929 Flucht 1938 Belgien interniert Mechelen deportiert 1942 Auschwitz ermordet                    | Baustraße 34     | 27. Juli 2009 | Cilly Regina Grossmann wurde am 2. September 1929 in Güstrow geboren. Nach dem Tod ihres Vaters 1936 ging ihre Mutter nach Stralsund und heiratete dort 1937 ein zweites Mal. 1938 emigrierten sie nach Belgien und wurden am 26. September 1942 ab Mechelen in das Vernichtungslager Auschwitz deportiert. Für Cilly Fliesswasser wurde in Stralsund ebenfalls ein Stolperstein verlegt. |
| Stolperstein Güstrow Baustraße 34 Grossmann Nycha         | Hier wohnte Nycha Grossmann geb. Kramkimel Jg. 1895 Flucht 1938 Belgien interniert Mechelen deportiert 1942 Auschwitz ermordet     | Baustraße 34     | 27. Juli 2009 | Nycha Kramkimel wurde am 30. November 1895 in Warschau geboren. Sie lebte in Güstrow, wo sie mit Benjamin Grossmann verheiratet war. Nach dem Tod ihres Mannes ging sie nach Stralsund und heiratete dort im Jahr 1937 Hermann Fliesswasser. 1938 emigrierten sie nach Belgien und wurden am 26. September 1942 ab Mechelen in das Vernichtungslager Auschwitz deportiert. Für Nycha Fliesswasser wurde in Stralsund ebenfalls ein Stolperstein verlegt. |
| Stolperstein Güstrow Domstraße 5 Frank Bertha             | Hier wohnte Bertha Frank geb. Marcus Jg. 1866 deportiert 10.7.1942 ???                                                             | Domstraße 5/6    | 27. Juli 2009 | Bertha Marcus wurde am 12. Dezember 1866 in Gnoien geboren und war eine verheiratete Frank. Sie wurde am 10. Juli 1942 zusammen mit ihrer Tochter Mathilde in Ludwigslust inhaftiert und am Tag darauf in das Vernichtungslager Auschwitz deportiert. |
| Stolperstein Güstrow Domstraße 5 Frank Mathilde           | Hier wohnte Mathilde ’Tilli’ Frank Jg. 1888 deportiert 10.7.1942 ???                                                               | Domstraße 5/6    | 27. Juli 2009 | Tilli Frank wurde am 30. September 1888 als Tochter von Bertha und Karl Frank in Güstrow geboren. Sie ging am Güstrower Lyzeum zur Schule und studierte danach im Lehrerinnenseminar, das sie als Lehrerin mit Staatsexamen in den Sprachen Englisch und Französisch abschloss. Darauf folgten Lehrtätigkeiten und als dies aus konfessionellen Gründen an der staatlichen Schule nicht mehr möglich war, Arbeiten als Dolmetscherin und Korrespondentin für Fremdsprachen. Zusammen mit ihrer Mutter wurde sie am 10. Juli 1942 in Ludwigslust inhaftiert und am Tag darauf in das Vernichtungslager Auschwitz deportiert.                                                                                          |
| Stolperstein Güstrow Domstraße 5 Hermann Hallinger        | Hier wohnte Hermann Hallinger Jg. 1881 'Schutzhaft' 1938 Zuchthaus Strelitz deportiert 1942 ermordet in Auschwitz                  | Domstraße 5/6    | 10. Juli 2022 | |
| Stolperstein Güstrow Domstraße 5 Recha Hallinger          | Hier wohnte Recha Hallinger geb. Grünlaub Jg. 1884 deportiert 1942 ermordet in Auschwitz                                           | Domstraße 5/6    | 10. Juli 2022 | |
| Stolperstein Güstrow Domstraße 5 Feiga Stern              | Hier wohnte Feiga Stern geb. Wolf Jg. 1893 deportiert 1942 ermordet in Auschwitz                                                   | Domstraße 5/6    | 10. Juli 2022 | |
| Stolperstein Güstrow Domstraße 6 Wittkowski Dora          | Hier wohnte Dora Wittkowski geb. Rothenburg Jg. 1882 deportiert 1942 ermordet in Auschwitz                                         | Domstraße 5/6    | 10. Juli 2022 | |
| Stolperstein Güstrow Domstraße 6 Wittkowski Charlotte     | Hier wohnte Charlotte Wittkowski Jg. 1920 deportiert 1942 ermordet in Auschwitz                                                    | Domstraße 5/6    | 10. Juli 2022 | |
| Stolperstein Güstrow Domstraße 6 Wittkowski Marianne      | Hier wohnte Marianne Wittkowski Jg. 1921 deportiert 1942 ermordet in Auschwitz                                                     | Domstraße 5/6    | 10. Juli 2022 | |
| Stolperstein Güstrow Domstraße 14 Marcus Max              | Hier wohnte Max Marcus Jg. 1876 Flucht 1939 Palästina                                                                              | Domstraße 14     | 28. Nov. 2018 | Margarethe (1885–1970) und Max Marcus (1876–1945) lebten in Güstrow, konnten aber 1939 mit ihren drei Kindern nach Palästina fliehen und überlebten so den Holocaust. |
| Stolperstein Güstrow Domstraße 14 Marcus Margarete        | Hier wohnte Margarete Marcus geb. Levetzow Jg. 1885 Flucht 1939 Palästina                                                          | Domstraße 14     | 28. Nov. 2018 | Margarethe (1885–1970) und Max Marcus (1876–1945) lebten in Güstrow, konnten aber 1939 mit ihren drei Kindern nach Palästina fliehen und überlebten so den Holocaust. |
| Stolperstein Güstrow Hansenstraße 1 Jacobsohn Max         | Hier wohnte Max Jacobsohn Jg. 1884 ’Schutzhaft’ 10.11.1938 Zuchthaus Neustrelitz deportiert 1942 ermordet 1943 in Auschwitz        | Hansenstraße 1   | 27. Juli 2009 | Max Jacobsohn wurde am 26. November 1884 in Graudenz geboren. Ca. 1910 kam er nach Güstrow und betrieb dort ein Ledergeschäft. Im März 1911 heiratete er Gertrud Marcus, aus der Ehe ging 1912 der erste Sohn Edmund hervor. Der zweite Sohn, Hans, wurde 1927 geboren. Nach der Pogromnacht wurde Max Jacobsohn am 10. November 1938 verhaftet und blieb bis zum 2. Dezember im Zuchthaus Alt-Strelitz inhaftiert. Er war der letzte Vorsitzende der Jüdischen Gemeinde Güstrows. 1941 heiratete er Herta Ehrlich; seine erste Frau war zuvor verstorben. Am 10. Juli 1942 wurde Max Jacobsohn nach Auschwitz deportiert und starb dort 1943. Sein erster Sohn Edmund war ausgewandert und überlebte den Holocaust. |
| Stolperstein Güstrow Hansenstraße 1 Jacobsohn Hans        | Hier wohnte Hans Jacobsohn Jg. 1927 deportiert 1942 ermordet 1943 in Auschwitz                                                     | Hansenstraße 1   | 27. Juli 2009 | Hans Jacobsohn wurde am 21. August 1927 in Güstrow geboren und war der Sohn von Max Jacobsohn aus erster Ehe. Am 10. Juli 1942 wurde er in das Vernichtungslager Auschwitz deportiert und 1943 ermordet. |
| Stolperstein Güstrow Hansenstraße 1 Ehrlich Lieschen      | Hier wohnte Lieschen Ehrlich geb. Goldschmidt Jg. 1888 deportiert 1942 ermordet 1942 in Auschwitz                                  | Hansenstraße 1   | 4. Nov. 2010  | Lieschen Goldschmidt wurde am 9. April 1888 in Meiningen geboren und war später verheiratete Ehrlich. Sie kam 1940 mit ihrer Tochter Herta Ehrlich von Cuxhaven nach Güstrow. Am 10. Juli 1942 wurde sie mit ihrer Tochter in das Vernichtungslager Auschwitz deportiert. |
| Stolperstein Güstrow Hansenstraße 1 Jacobsohn Herta       | Hier wohnte Herta Jacobsohn geb. Ehrlich Jg. 1913 deportiert 1942 ermordet 1942 in Auschwitz                                       | Hansenstraße 1   | 4. Nov. 2010  | Herta Ehrlich wurde am 6. März 1913 in Cuxhaven geboren und kam 1940 mit ihrer Mutter Lieschen Ehrlich von Cuxhaven nach Güstrow. Dort heiratete sie 1941 Max Jacobsohn. Am 10. Juli 1942 wurde sie mit ihrer Mutter in das Vernichtungslager Auschwitz deportiert. |
| Stolperstein Hansenstraße 1 Wolff Abraham                 | Hier wohnte /Abraham Wolff Jg. 1903 'Schutzhaft' 1938 Sachsenhausen Flucht 1940 England                                            | Hansenstraße 1   | 10. Juli 2022 | |
| Stolperstein Hansenstraße 1 Wolff Margot                  | Hier wohnte Margot Wolff geb. Becker Jg. 1908 deportiert 1942 ermordet in Auschwitz                                                | Hansenstraße 1   | 10. Juli 2022 | |
| Stolperstein Hansenstraße 1 Wolff Denny                   | Hier wohnte Denny Wolff Jg. 1939 deportiert 1942 ermordet in Auschwitz                                                             | Hansenstraße 1   | 10. Juli 2022 | |
| Stolperstein Hansenstraße 1 Becker Benno                  | Hier wohnte Benno Becker Jg. 1879 'Schutzhaft' 1938 Zuchthaus Strelitz entlassen 23.12.1938 tot 20.01.1941                         | Hansenstraße 1   | 10. Juli 2022 | |
| Stolperstein Hansenstraße 1 Becker Lydia                  | Hier wohnte Lydia Becker geb. Danziger Jg. 1879 deportiert 1942 ermordet in Auschwitz                                              | Hansenstraße 1   | 10. Juli 2022 | |
| Stolperstein Güstrow Krönchenhagen 13 Schatz Kurt         | Hier wohnte und arbeitete Kurt Schatz Jg. 1904 ’Schutzhaft’ 10.11.1938 Zuchthaus Neustrelitz deportiert 1942 tot in Theresienstadt | Krönchenhagen 13 | 27. Juli 2009 | Kurt Schatz wurde am 1. Dezember 1904 in Wien geboren und war 1938 letzter Kantor und Lehrer der Jüdischen Gemeinde Güstrow. Er wohnte mit seiner Frau Miriam sowie den Kindern Artur und Judith im Schul- und Gemeindehaus neben der Synagoge. Nach der Zerstörung der Synagoge in der Pogromnacht wurde er verhaftet und im Zuchthaus Alt-Strelitz inhaftiert. Frau und Kinder wurden ausgewiesen und gingen nach Berlin, Kurt Schatz folgte ihnen nach seiner Entlassung im Dezember 1938. Am 23. Juni 1942 wurde die ganze Familie ab Gleiwitz nach Auschwitz deportiert und starb später in Theresienstadt. |
| Stolperstein Güstrow Krönchenhagen 13 Schatz Miriam       | Hier wohnte Miriam Schatz geb. Natanson Jg. 1905 deportiert 1942 tot in Theresienstadt                                             | Krönchenhagen 13 | 27. Juli 2009 | Miriam Schatz wurde am 20. Juli 1905 als Miriam Natanson in Berlin geboren. Nach den Novemberpogromen 1938 wurde sie mit ihren Kindern ausgewiesen, ihr Mann Kurt war währenddessen inhaftiert worden. Nachdem sie bei Verwandten in Berlin Unterschlupf fanden und der Mann im Dezember folgen konnte, wurde die Familie am 23. Juni 1942 ab Gleiwitz deportiert und starb im Holocaust. |
| Stolperstein Güstrow Krönchenhagen 13 Schatz Artur        | Hier wohnte Artur Schatz Jg. 1928 deportiert 1942 tot in Theresienstadt                                                            | Krönchenhagen 13 | 27. Juli 2009 | Artur Schatz wurde am 7. August 1928 in Berlin geboren und war der Sohn von Kurt und Miriam Schatz. Am 23. Juni 1942 wurde die Familie ab Gleiwitz deportiert. |
| Stolperstein Güstrow Krönchenhagen 13 Schatz Judith       | Hier wohnte Judith Schatz Jg. 1934 deportiert 1942 tot in Theresienstadt                                                           | Krönchenhagen 13 | 27. Juli 2009 | Judith Schatz wurde am 8. Dezember 1934 in Berlin geboren und war die Tochter von Kurt und Miriam Schatz. Am 23. Juni 1942 wurde die Familie ab Gleiwitz deportiert. Zu diesem Zeitpunkt war sie erst sieben Jahre alt. |
| Stolperstein Güstrow Krönchenhagen 13 Seelig Vera         | Hier wohnte Vera Seelig geb. Pionkowski Jg. 1872 deportiert 1942 Theresienstadt tot 20.4.1943                                      | Krönchenhagen 13 | 27. Juli 2009 | Vera Seelig wurde am 12. Juni 1872 in Gnoien geboren. Am 11. November 1942 war sie im Gefängnis Alt-Strelitz inhaftiert und wurde am Tag darauf in die Sammelstelle Große Hamburger Straße in Berlin verlegt. Von dort erfolgte am 20. November 1942 ihre Deportation mit dem 75. Alterstransport I/79 in das Ghetto Theresienstadt, wo sie am 20. April 1943 starb. |

## Verlegungen
- Am 27. Juli 2009 wurden 15 Stolpersteine an vier Adressen verlegt.[31]
- Am 4. November 2010 wurden zwei Stolpersteine an einer Adresse verlegt.[32]
- Am 28. November 2018 wurden zwei Stolpersteine an einer Adresse verlegt.[33]
- Am 16. Juni 2021 wurden vier zuvor gestohlene Stolpersteine an einer Adresse ersetzt.[34]
- Am 10. Juli 2022 wurden elf Stolpersteine an drei Adressen verlegt.[35]